# Krapiwnica
Krapiwnica – część wsi Zamościany na Białorusi, w obwodzie grodzieńskim, w rejonie szczuczyńskim
W latach 1921–1939 należała do gminy Berszty.
Według Powszechnego Spisu Ludności z 1921 roku wieś zamieszkiwało 31 osób, wszystkie były wyznania prawosławnego i  zadeklarowały białoruską przynależność narodową. Było tu 6 budynków mieszkalnych.
Zobacz też: Kropiwnica (Białoruś)